# 秦野市カルチャーパーク野球場

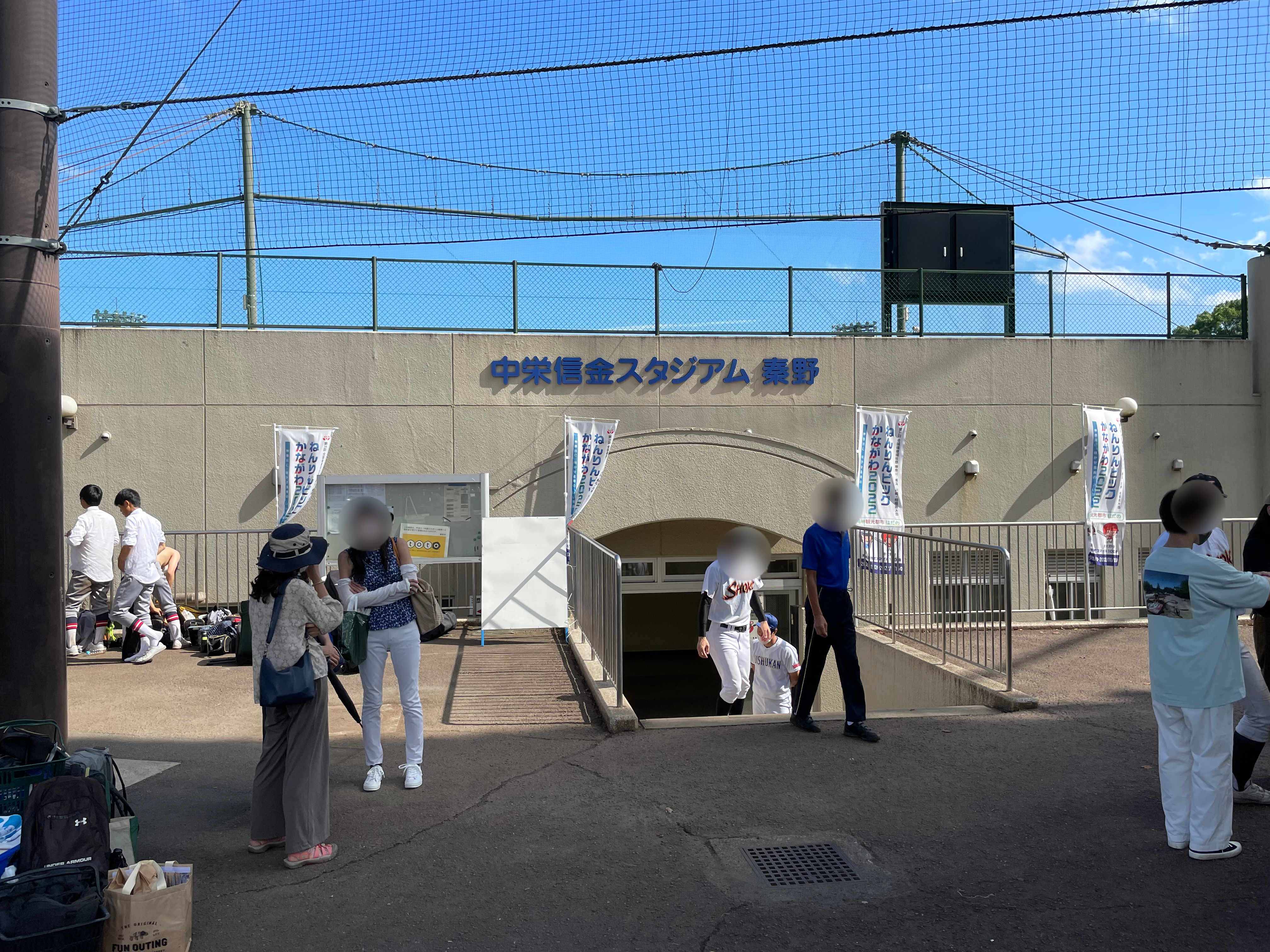
球場入口

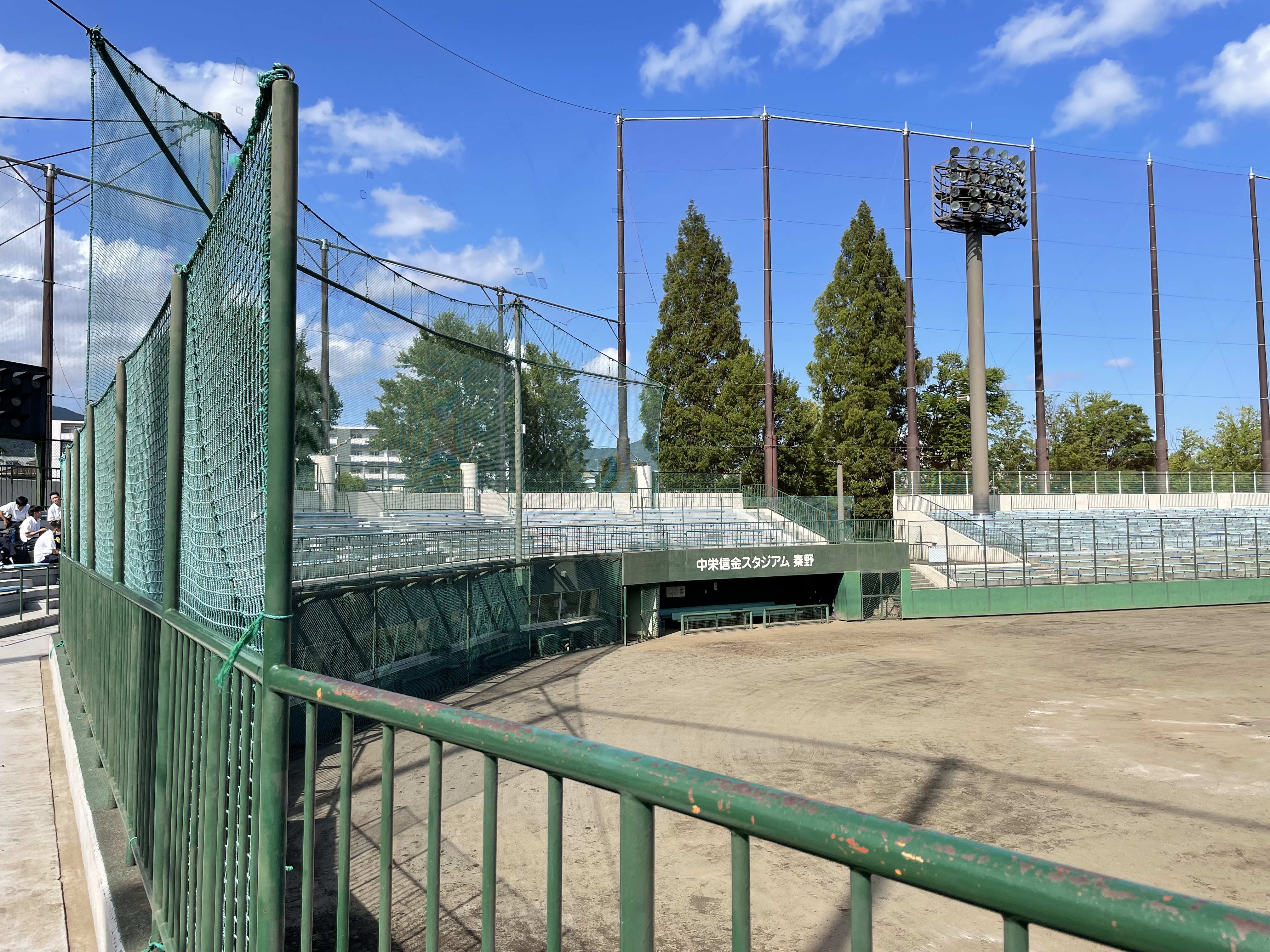
ホームベース側

秦野市カルチャーパーク野球場（はだのしカルチャーパークやきゅうじょう）は、神奈川県秦野市の秦野市カルチャーパーク内にある野球場。

## ネーミングライツ
2018年3月に同市元町の中栄信用金庫とネーミングライツ（命名権）契約を結ぶことで合意し、同市平沢の秦野カルチャーパーク野球場（秦野球場）の愛称が「中栄信金スタジアム秦野」（略称なかスタ）に決まったと発表した。  命名権料は年間150万円で、期間は4月1日から5年間。財政難に悩む市が収入増を目指す施策の一環として、今回初めて募集していた。 秦野球場は1972年にオープン。観客を除く年間の利用者数は約2万8千人で、全国高等学校野球選手権神奈川大会の県予選1回戦や2回戦、首都大学野球リーグなどに使われている。

## 施設概要
- 面積： - ㎡
- 内野：土 外野：天然芝[1]
- 両翼：94m 中堅：120m[1]
- 収容人員：1,500人
- 照明：あり[1]
- スコアボード：電光掲示板(選手表示はパネル式)

## 交通アクセス
- 小田急小田原線・秦野駅または渋沢駅より神奈川中央交通バス。秦野駅の場合は「高砂車庫前」「渋沢駅北口」「日立製作所」行き。渋沢駅の場合は「秦野駅」行きで「運動公園前」または「文化会館前」(バスの系統により、どちらか片方のバス停にしか止まらないバスもある）下車。